# Jean-Baptiste Godart
Jean-Baptiste Godart  (Origny, 25 de noviembre de 1775 - 27 de julio de 1825) fue un entomólogo francés.
Nacido en Origny, Godart fue un lepidopterólogo apasionado en su juventud. Pierre André Latreille (1762-1833) le encargó la escritura de un artículo sobre estos insectos en la Encyclopédie Méthodique. Godart comenzó la ambiciosa obra  Histoire naturelle des lépidoptères ou papillons de France  publicada a partir de 1821, y completada posteriormente por Duponchel en 1842. Sus obras incluyen numerosas descripciones de insectos europeos y "exóticos".